# Đinh Quang Sơn
Đinh Quang Sơn (sinh ngày 18 tháng 6 năm 1958) là một thẩm phán người Việt Nam. Ông có chức danh Thẩm phán Tòa án nhân dân tối cao. Ông từng là Thẩm phán Tòa phúc thẩm Tòa án nhân dân tối cao tại Hà Nội.

## Sự nghiệp

### Một số vụ án nổi bật
- Chủ tọa phiên tòa phúc thẩm xét xử Vụ án oan Nguyễn Thanh Chấn[2]:
- Xét xử phúc thẩm vụ “kỳ án” 194 phố Huế, Hà Nội[3][4]